# (9189) Holderlin
(9189) Holderlin es un asteroide perteneciente al cinturón de asteroides, región del sistema solar que se encuentra entre las órbitas de Marte y Júpiter, descubierto el 10 de septiembre de 1991 por Freimut Börngen desde el Observatorio Karl Schwarzschild, en Tautenburg, Alemania.

## Designación y nombre
Designado provisionalmente como 1991 RH41. Llamado así por el poeta alemán Friedrich Hölderlin (1770-1843), que vivió principalmente en la ciudad suaba de Tubinga. En 1795, estudió en Jena y allí escribió algunos de sus himnos patrióticos. Es uno de los representantes más originales y conocidos del idealismo alemán. Su filosofía y visión dieron forma a gran parte de la poesía en lengua alemana y no fueron plenamente apreciadas hasta el siglo XX.

## Características orbitales
Holderlin está situado a una distancia media del Sol de 2,166 ua, pudiendo alejarse hasta 2,257 ua y acercarse hasta 2,074 ua. Su excentricidad es 0,042 y la inclinación orbital 1,238 grados. Emplea 1164,28 días en completar una órbita alrededor del Sol.

## Características físicas
La magnitud absoluta de Holderlin es 14,27. 